# Byggnadsminne

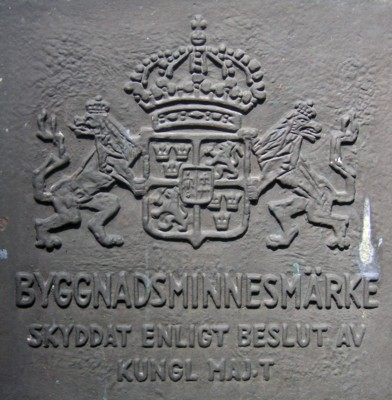
Byggnadsminnesplakett (Byggnadsminnesmärke) för statligt ägda byggnadsminnen beslutade av Kungl. Maj:t. (uppsatt vid Turkiska kiosken i Hagaparken). Skylten är en bronsplakett, som gjutits efter en förlaga, skapad av konstnären Edvin Öhrström.

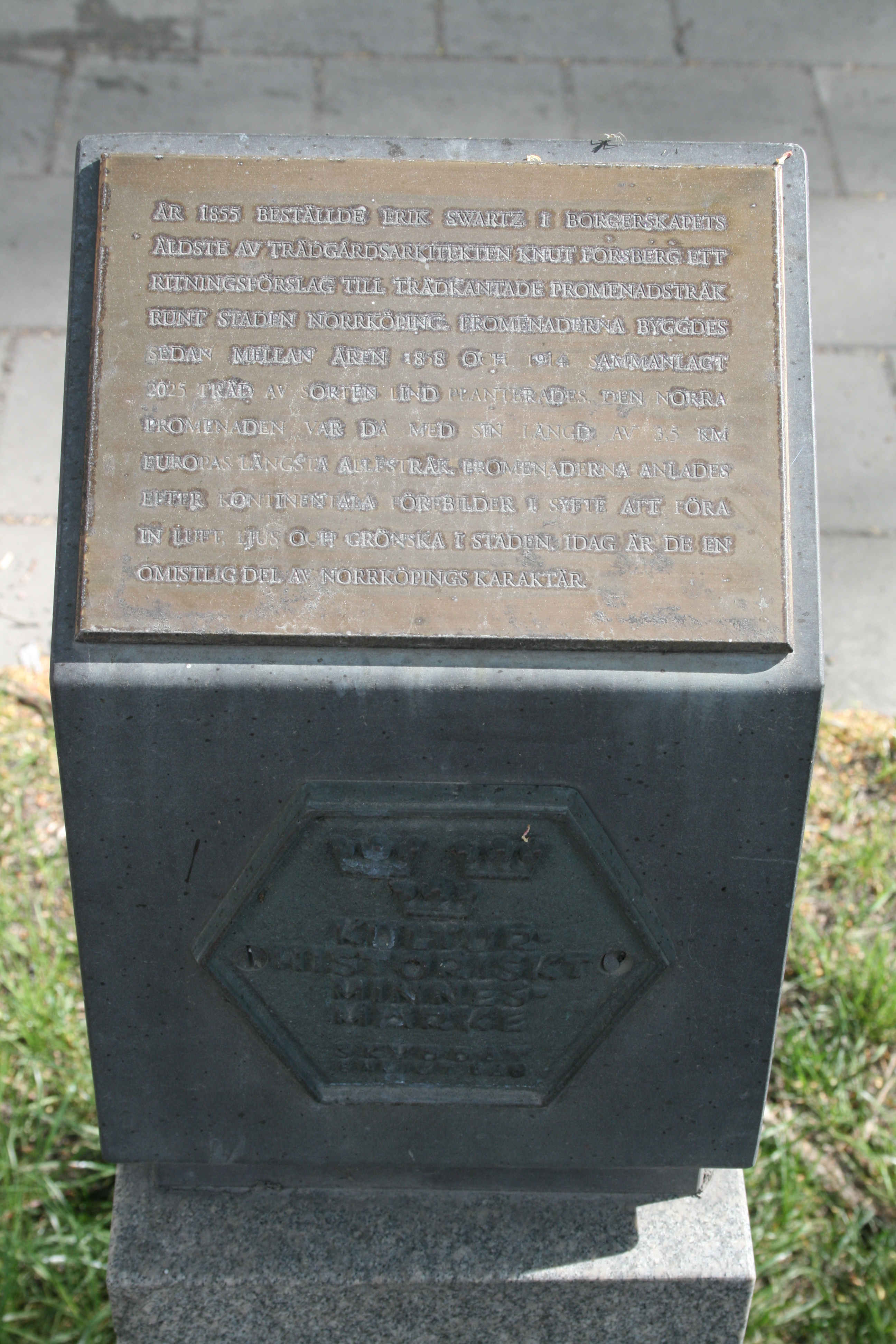
Byggnadsminnesplakett (Kulturhistoriskt minnesmärke) för privatägda och kommunalt ägda byggnadsminnesobjekt. Denna plakett är monterad på en minnessten vid Norrköpings promenader.

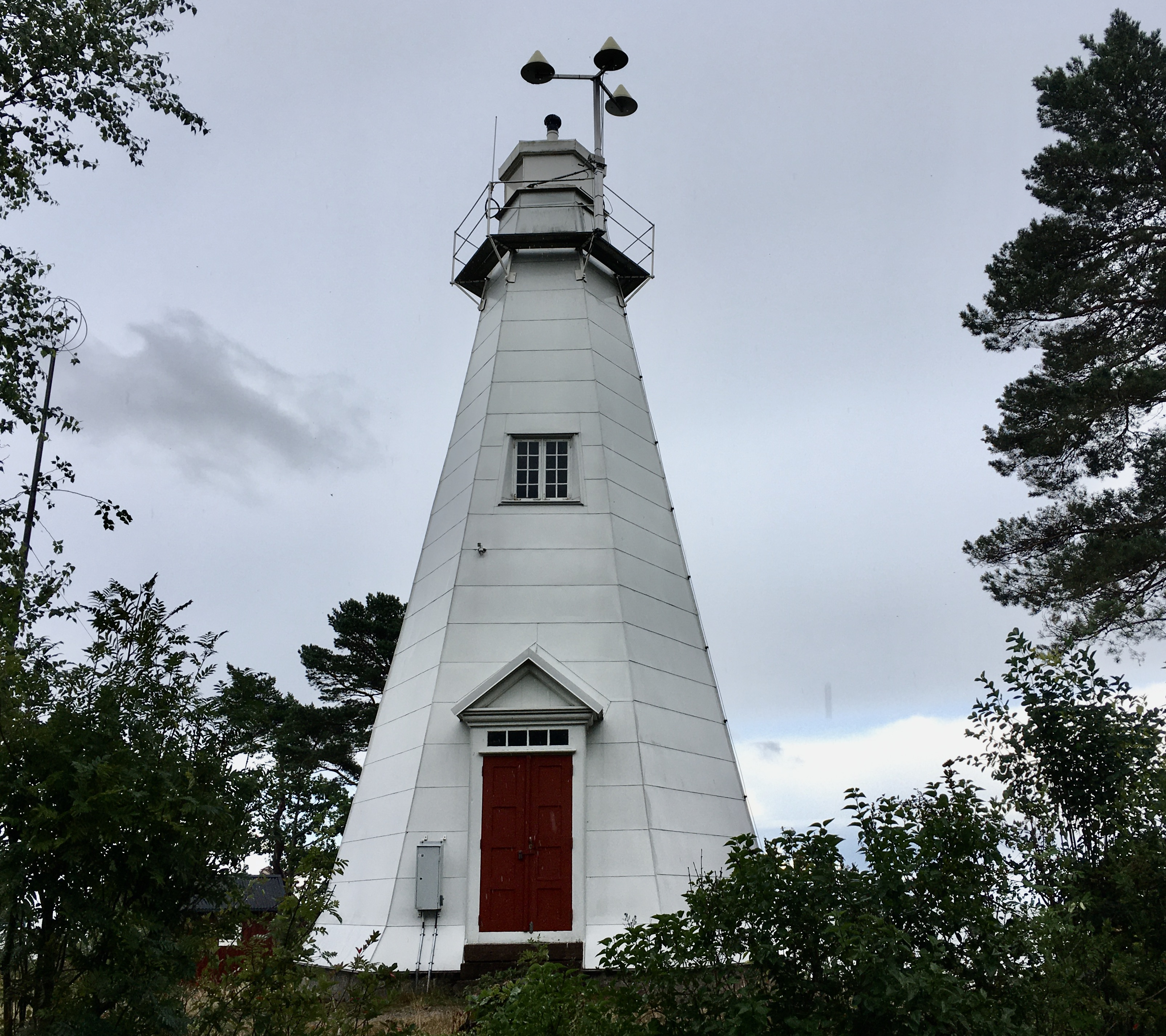
Fyren Hjortens udde i Melleruds kommun är ett statligt byggnadsminne sedan 2017.

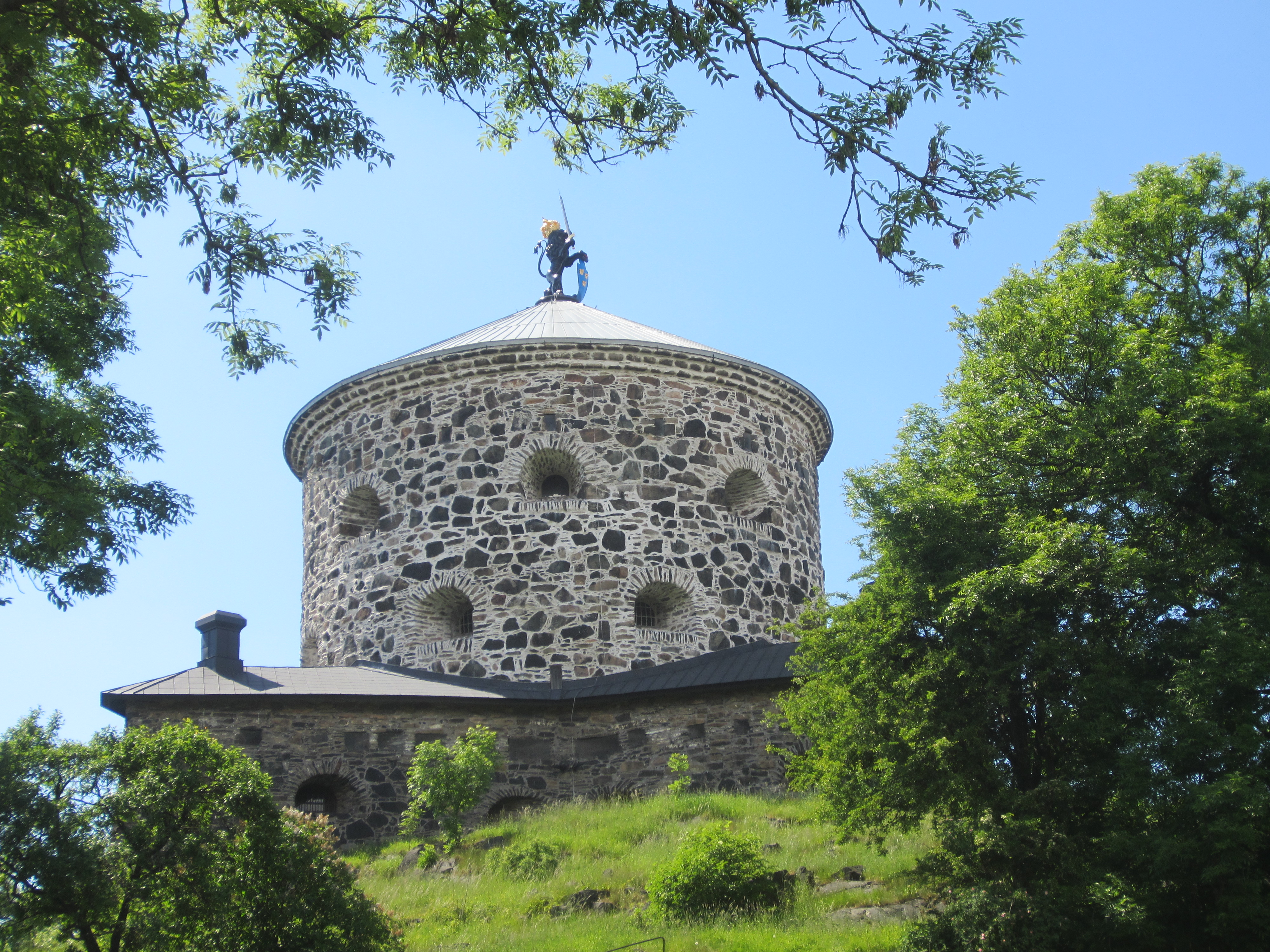
Skansen Lejonet i Göteborg är också ett statligt byggnadsminne sedan 1935.

Byggnadsminnen är kulturhistoriskt värdefulla byggnader, miljöer och anläggningar i Sverige vilka byggnadsminnesförklarats enligt bestämmelser i kulturmiljölagen. Det betraktas vanligen som det starkaste kulturhistoriska skyddet bebyggelse i Sverige kan åtnjuta.
För att klargöra skyddet fastställs skyddsbestämmelser eller skyddsföreskrifter för varje byggnadsminne.
Byggnadsminnen har stor spännvidd i tid och rum och kan vara allt från en medeltida borg till en biograf från 1950-talet. En byggnadsminnesförklaring innebär, att byggnaden måste bevaras för all framtid. Byggnaden får inte förvanskas, byggas om, eller rivas. Även parker, trädgårdar eller andra anläggningar av kulturhistoriskt värde kan få skydd. Över 2 000 anläggningar och miljöer är skyddade som byggnadsminnen. En förteckning finns i Riksantikvarieämbetets bebyggelseregister.

## Historia
Det statliga skyddet för kulturhistoriskt värdefull bebyggelse kan härledas ända tillbaka till 1666 års ”Placat och Påbudh om Gamle Monumenter och Antiquiteter i Rijket”. Vården av kronans byggnader utvidgades och förbättrades efterhand genom tillsättandet av hovarkitekter. Ett viktigt steg togs 1697, då Nicodemus Tessin d. y. utnämndes till överintendent över alla kungliga "Slott, Huus, Trägår- dar och Byggnader" . Den moderna lagstiftningen inleddes genom 1942 års lag om skydd för kulturhistoriskt märkliga byggnader, följd av 1960 års lag om byggnadsminnen.
Syftet med byggnadsminnen var och är att bevara spår av historien som har betydelse för förståelsen av dagens och morgondagens samhälle och att garantera människors tillgång till kulturarvet. Byggnadsminnen berättar om historiska skeenden och hur samhället över tid förändrats. Berättelserna rymmer även specifika händelser och enskilda personers historia.
Det finns numera två typer av byggnadsminnen, enskilda byggnadsminnen och statliga byggnadsminnen. Före 1989 kallades ett statligt byggnadsminne för "byggnadsminnesmärke".
Beträffande kyrkobyggnader, se kyrkligt kulturminne.

## Enskilda byggnadsminnen

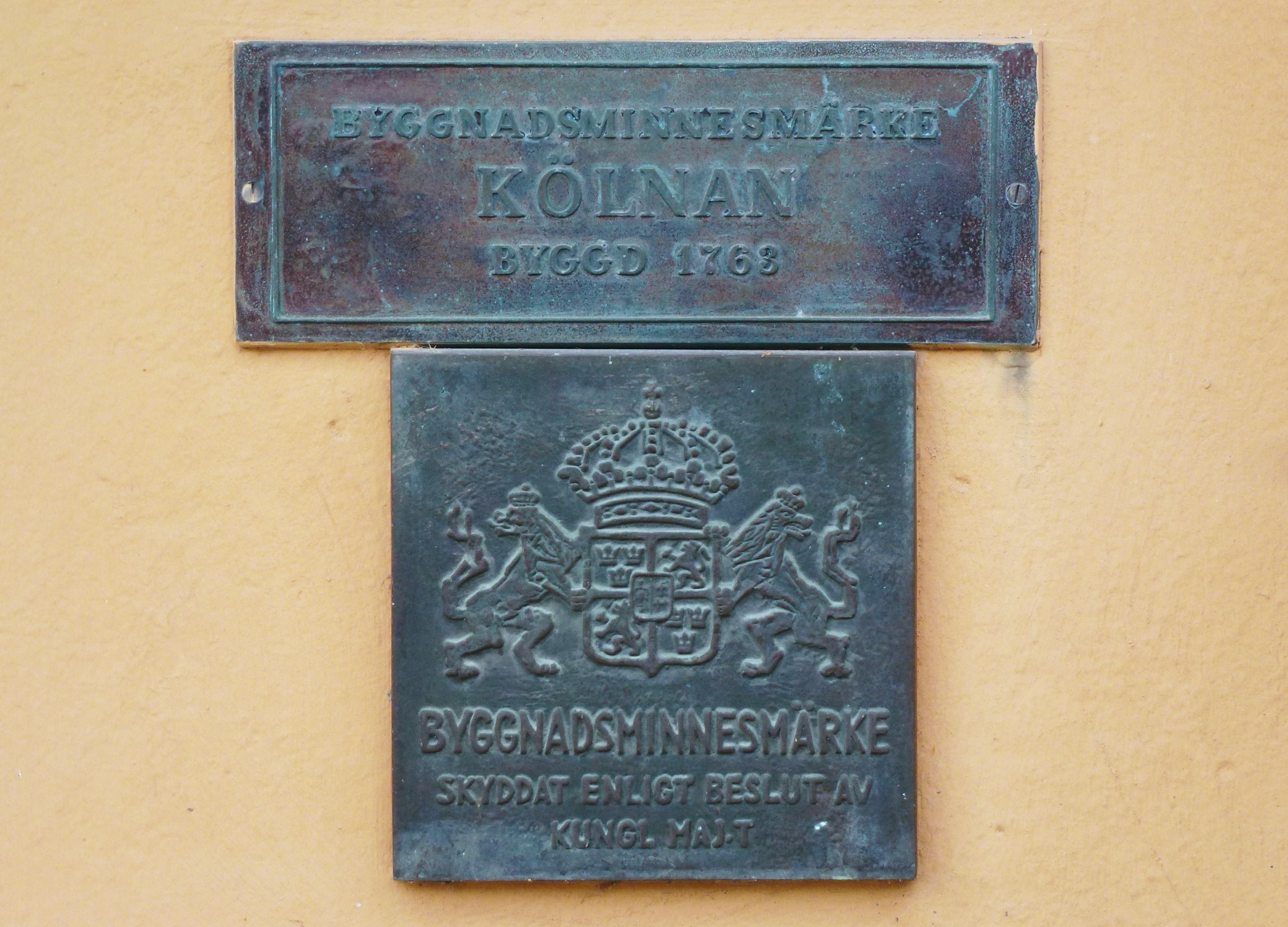
Byggnadsminnesmärke på Tumba bruk.

Länsstyrelserna har möjlighet att genom kulturmiljölagen byggnadsminnesförklara sådana byggnader och anläggningar som "har ett synnerligen högt kulturhistoriskt värde eller som ingår i ett bebyggelseområde med ett synnerligen högt kulturhistoriskt värde". Det kan gälla såväl bostadshus som industrianläggningar, parker och broar.
Vem som helst kan väcka fråga hos länsstyrelserna om att en byggnad eller anläggning ska byggnadsminnesförklaras. Länsstyrelsen har även möjligheten att på eget initiativ väcka fråga om byggnadsminnesförklaring. Länsstyrelserna har tillsynsansvar över byggnadsminnen och prövar frågor om tillstånd till åtgärder som strider mot skyddsbestämmelserna. Den som äger ett byggnadsminne har möjlighet att söka bidrag för de antikvariska överkostnader som kan uppstå vid till exempel restaurering.

## Statliga byggnadsminnen
Regeringen beslutar om en statlig byggnad eller anläggning ska bli statligt byggnadsminne. Riksantikvarieämbetet lämnar förslag på nya statliga byggnadsminnen och ansvarar för tillsynen över dem. De statliga byggnadsminnena berättar viktiga delar av Sveriges och den statliga förvaltningens historia.  De måste ägas direkt av staten, och därför ingår inte fastigheter ägda av statliga bolag. Efter att ett antal affärsverk (Vattenfall, Televerket och SJ) bolagiserats har antalet statliga byggnadsminnen därmed minskat. 1993 avvecklades myndigheten Byggnadsstyrelsen, ägare av en mängd statliga kulturfastigheter. Det statliga bolaget Vasakronan tog över en stor del av beståndet och då minskade också antalet statliga byggnadsminnen.  
Det finns omkring 265 statliga byggnadsminnen i form av exempelvis regerings- och domstolsbyggnader, försvarsanläggningar, broar, kungliga slott och fyrar.
Exempel på statliga byggnadsminnen:
- Gamla Svinesundsbron, bro
- Godnatt, befästningstorn
- Hjortens udde, fyrplats
- Karlstens fästning, fästning
- Klagstorps herrgård, herrgård
- Känsö karantänsanläggning, karantänsanläggning
- Landeryds station, stationsbyggnad
- Lorensbergs villastad, villastad
- Marieholm, Mariestad, tidigare kungsgård
- Nya Älvsborg, försvarsanläggning
- Olidans kraftverk, kraftverk
- Parloiren, del av karantänsanläggning
- Residenset och Landsstatshuset, Kalmar, residens och landsstadshus
- Saltsjöbadens observatorium, observatorium
- Svartsjö slott, slott
- Trollhätte kanal, kanal

## Exempel på byggnadsminnen i Sverige

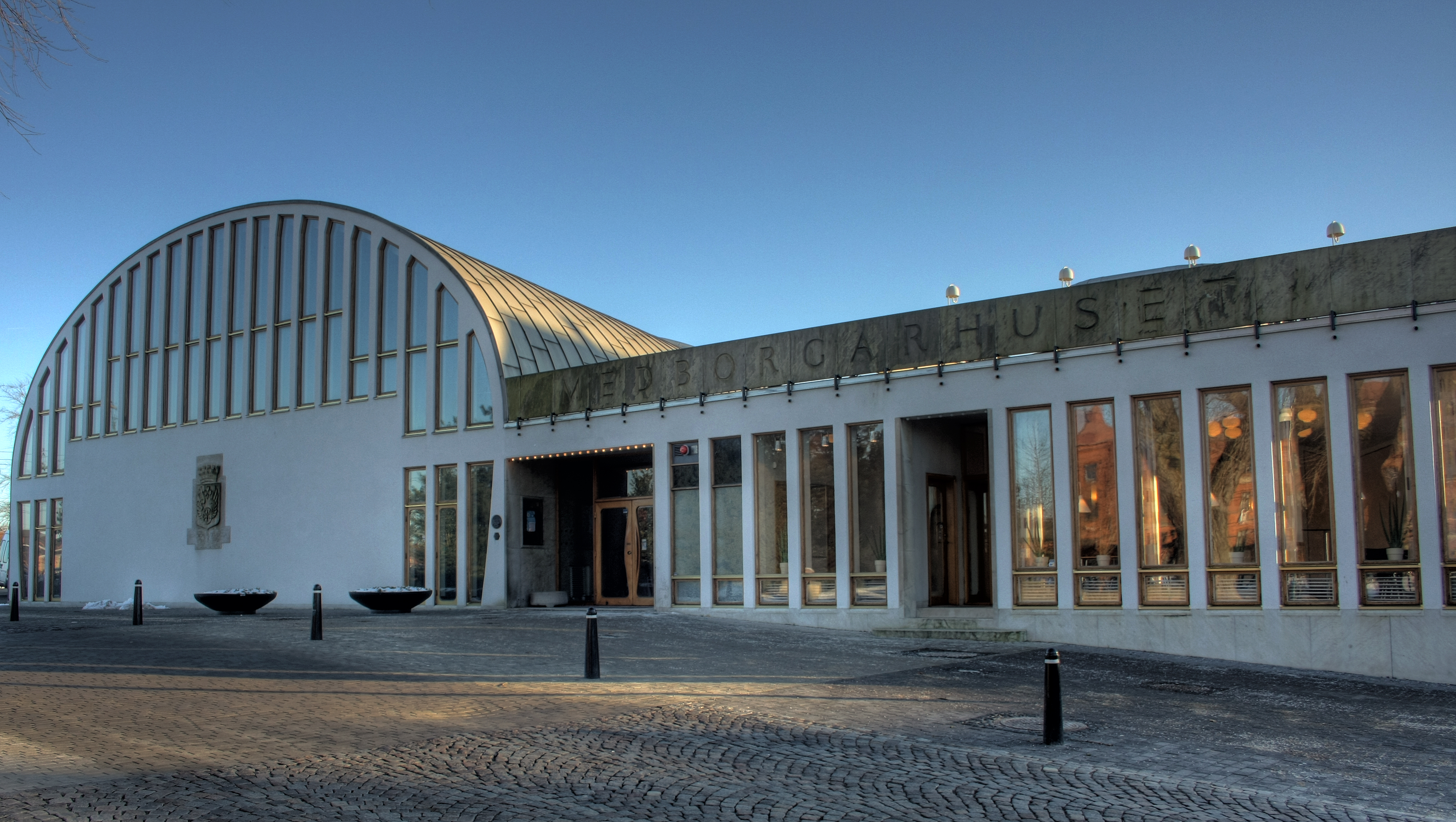
Eslövs Medborgarhus

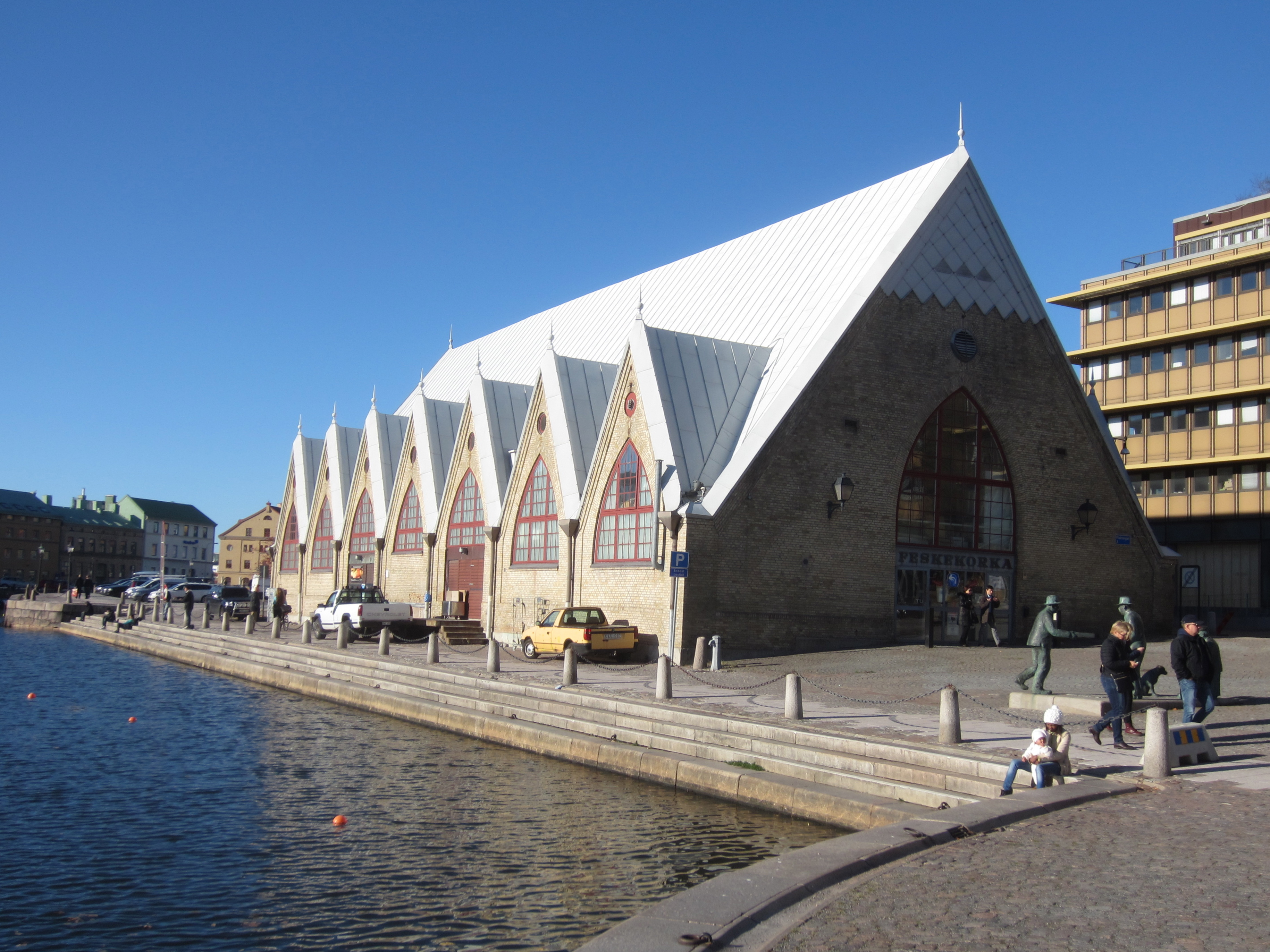
Feskekörka

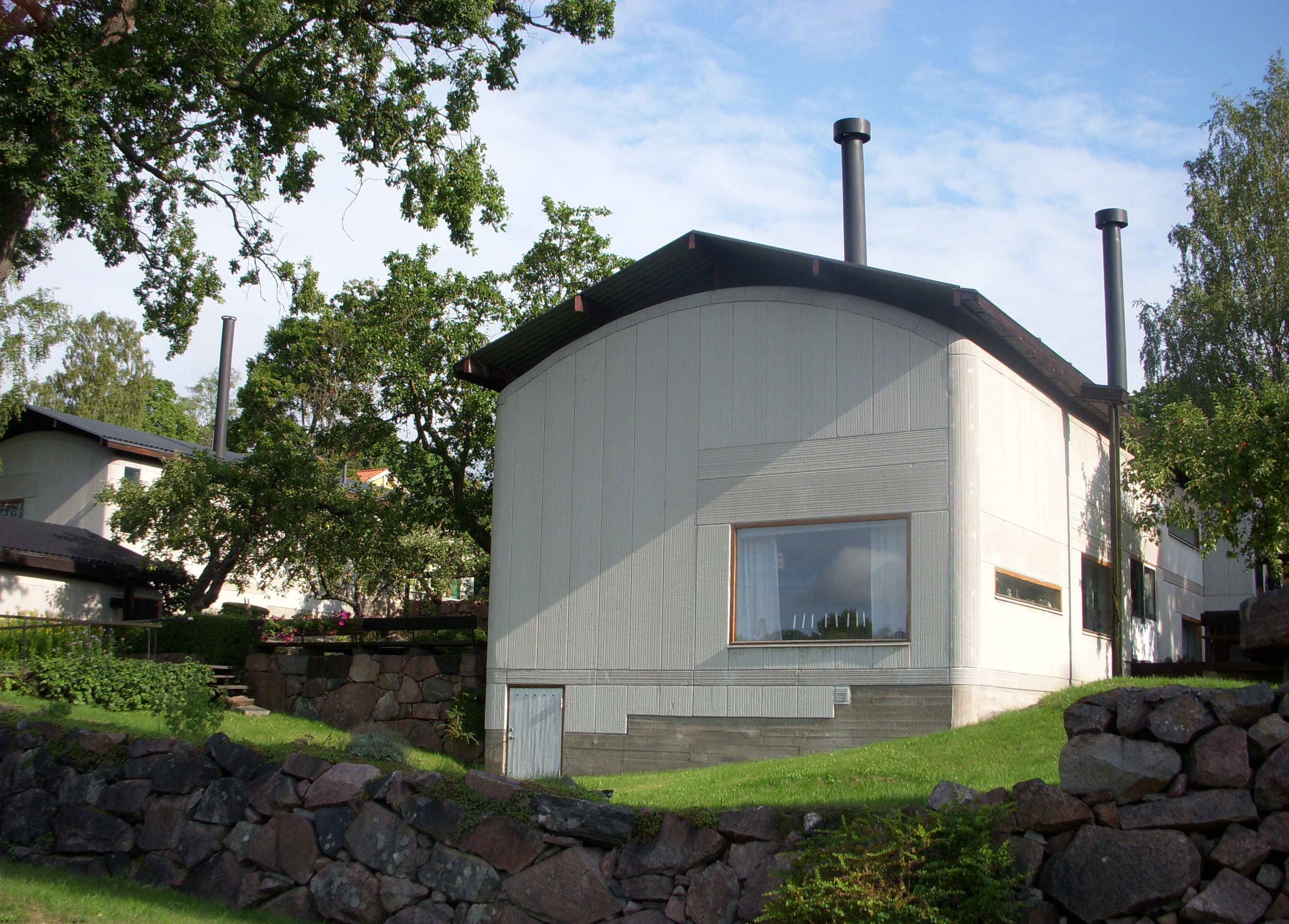
Villa Erskine

Spännvidden är stor och byggnadernas ålder har inte alltid betydelse. En byggnad från 1950-talet kan bli byggnadsminne medan byggnader från 1600-talet står utan skydd.
- Ekebyhovs slott
- Ekenäs slott
- Eslövs Medborgarhus
- Feskekörka
- Fåglaviks stationshus
- Godegårds bruk
- Helsingborgs konserthus
- Klappbryggan i Dalarö
- Lunds centralstation
- Matteusskolan, Stockholm
- Medevi brunn
- Norre Port i Halmstad
- Radiostationen i Grimeton (även världsarv)
- Scharinska villan
- Stockholms sjömanshem
- Stockholms stadion
- Svedens gård
- Vadstena slott
- Villa Bonnier
- Villa Erskine
- Villa Lagercrantz
- Åre bergbana
- Övralid

## Byggnadsminnen länsvis
- Lista över byggnadsminnen i Blekinge län
- Lista över byggnadsminnen i Dalarnas län
- Lista över byggnadsminnen i Gotlands län
- Lista över byggnadsminnen i Gävleborgs län
- Lista över byggnadsminnen i Hallands län
- Lista över byggnadsminnen i Jämtlands län
- Lista över byggnadsminnen i Jönköpings län
- Lista över byggnadsminnen i Kalmar län
- Lista över byggnadsminnen i Kronobergs län
- Lista över byggnadsminnen i Norrbottens län
- Lista över byggnadsminnen i Skåne län
- Lista över byggnadsminnen i Södermanlands län
- Lista över byggnadsminnen i Stockholms län
- Lista över byggnadsminnen i Uppsala län
- Lista över byggnadsminnen i Värmlands län
- Lista över byggnadsminnen i Västmanlands län
- Lista över byggnadsminnen i Västerbottens län
- Lista över byggnadsminnen i Västernorrlands län
- Lista över byggnadsminnen i Västra Götalands län
- Lista över byggnadsminnen i Örebro län
- Lista över byggnadsminnen i Östergötlands län